# 연수구 을
인천 연수구 을은 대한민국의 국회의원 선거구이다. 인천광역시 연수구의 일부 지역을 관할한다. 현 지역구 국회의원은 더불어민주당의 정일영이다.

## 역사
2016년 대한민국 제20대 국회의원 선거를 앞두고 연수구 선거구가 갑, 을로 분구되면서 신설되었다. 신설 당시 옥련1동, 동춘1동, 동춘2동, 송도동이 연수구 을에 속했으며 나머지 지역들은 연수구 갑으로 편입되었다.
대한민국 제22대 국회의원 선거를 앞두고 옥련1동, 동춘1동, 동춘2동을 연수구 갑 선거구로 내주게 되었다.

## 관할 구역
| 대수  | 관할 구역                                                            |
| ----- | -------------------------------------------------------------------- |
| 20대  | 연수구 옥련1동, 동춘1동, 동춘2동, 송도1동, 송도2동, 송도3동          |
| 21대  | 연수구 옥련1동, 동춘1동, 동춘2동, 송도1동, 송도2동, 송도3동, 송도4동 |
| 22대~ | 연수구 송도1동, 송도2동, 송도3동, 송도4동, 송도5동                   |

## 역대 국회의원
| 선거   | 정당 | 정당         | 의원   |
| ------ | ---- | ------------ | ------ |
| 2016년 |      | 새누리당     | 민경욱 |
| 2020년 |      | 더불어민주당 | 정일영 |
| 2024년 |      | 더불어민주당 | 정일영 |

## 역대 선거 결과

### 대한민국 제20대 국회의원 선거
|  | 44.35% |

|  | 37.05% |

|  | 18.58% |

### 대한민국 제21대 국회의원 선거
|  | 41.78% |

|  | 39.49% |

|  | 18.38% |

|  | 0.33% |

### 대한민국 제22대 국회의원 선거
|  | 51.50% |

|  | 48.49% |